# Thomas Brasch
Thomas Brasch (Westow, 19 febbraio 1945 – Berlino, 3 novembre 2001) è stato uno scrittore, poeta, drammaturgo, regista cinematografico e teatrale tedesco.

## Biografia
Nacque a Westow, villaggio del North Yorkshire poiché il padre di origine ebrea Horst, futuro dirigente del Partito Socialista Unificato di Germania, era stato costretto ad emigrare in Inghilterra in seguito alle persecuzioni razziali naziste. Rientrato in Germania Est, frequentò tra gli undici e i quindici anni un'accademia militare. Studiò brevemente giornalismo all'Università di Lipsia, ma ne fu espulso per avere pubblicamente denigrato alcuni esponenti politici della DDR. Si formò in seguito all'Accademia tedesca d'arte cinematografica di Potsdam.
Nel 1968 fu arrestato per avere distribuito opuscoli contro l'invasione della Cecoslovacchia; rilasciato in libertà vigilata nel 1969 e diede inizio alla sua attività artistica di poeta e drammaturgo, ma molte delle sue opere furono bannate o severamente censurate. Nel 1976, dopo l'espulsione di Wolf Biermann e il conseguente scandalo internazionale, gli fu concesso di lasciare la Germania Est; si trasferì a Berlino Ovest, dove proseguì l'attività di scrittore e, negli anni '80, di regista cinematografico e teatrale.
Le tematiche principali dei suoi lavori furono il ruolo della violenza nelle relazioni umane e la ribellione, non solo politica ma anche esistenziale.